# Distrito de Delhi occidental
Delhi occidental es un distrito de India en el territorio capital nacional de Delhi. Código ISO: IN.DL.WD.
Comprende una superficie de 112 km².
El centro administrativo se encuentra en Rajouri Garden.

## Demografía
Según censo 2011 contaba con una población total de 2 531 583 habitantes.